# The Bowery (film)
The Bowery is een Amerikaanse dramafilm uit 1933 onder regie van Raoul Walsh. De film werd destijds uitgebracht onder de titel Rivalen.

## Verhaal
In 1890 zijn de kastelein Chuck Connors en de waaghals Steve Brodie elkaars rivalen in de Bowery. Ze worden beiden verliefd op Lucy Calhoun, maar uiteindelijk valt zij voor Brodie. De jaloerse Connors daagt Brodie uit om zijn liefde voor Calhoun te bewijzen door van de Brooklyn Bridge af te springen. Daar bedenkt Brodie een plannetje op.

## Rolverdeling
| Acteur           | Personage        |
| ---------------- | ---------------- |
| Wallace Beery    | Chuck Connors    |
| George Raft      | Steve Brodie     |
| Jackie Cooper    | Swipes McGurk    |
| Fay Wray         | Lucy Calhoun     |
| Pert Kelton      | Trixie Odbray    |
| Herman Bing      | Max Herman       |
| Oscar Apfel      | Ivan Rummel      |
| Ferdinand Munier | Honest Mike      |
| George Walsh     | John L. Sullivan |
| Lillian Harmer   | Carrie A. Nation |